# سرمور (ديناران)
سرمور (بالفارسية: سرمور) هي قرية تقع في إيران في قسم دیناران الريفي. يقدر عدد سكانها بـ 983 نسمة .